# Georgios Katsifaras
Georgios Katsifaras (griechisch Γεώργιος Κατσιφάρας, * 1935 in Kalentzi; † 8. August 2012) war ein griechischer Politiker der Panellinio Sosialistiko Kinima (PASOK) und mehrfach Minister.

## Leben
Katsifiras besuchte das Gymnasium in Patras und wurde nach Beendigung der Schule 1954 Mitarbeiter von Georgios Papandreou, ehe er 1964 Mitglied des Wahlkampfteams von dessen Sohn Andreas Papandreou, der erstmals zum Abgeordneten des Vouli ton Ellinon, des griechischen Parlaments, gewählt wurde. Nach der Wahl wurde er Privatsekretär von Andreas Papandreou sowie dessen politischer Koordinator.
Wegen seiner politischen Einstellung wurde nach dem Beginn der bis 1974 dauernden Militärdiktatur 1968 von den Sicherheitsbehörden verhaftet und befand sich von August 1968 bis Mai 1971 in der Verbannung im Dorf Thermo in Ätolien-Akarnanien, ehe ihm 1972 die Flucht ins Exil nach Kanada gelang. Nach dem Ende der Militärdiktatur kehrte er im Juli 1974 nach Griechenland zurück und gehörte neben Andreas Papandreou am 3. September 1974 zu den Mitgründern der Panellinio Sosialistiko Kinima (PASOK), in der er Mitglied des Zentralkomitees (ZK) und deren erster Pressesprecher wurde.
Bei den Wahlen 1981 wurde Katsifaras selbst erstmals zum Abgeordneten des Parlaments gewählt und vertrat in diesem über viele Jahre einen Wahlkreis in Athen. Kurz darauf wurde er am 21. Oktober 1981 von Papandreou, der nach der erfolgreichen Wahl Premierminister wurde, zum Vizeminister im Amt des Premierministers berufen. Im Rahmen einer Kabinettsumbildung wurde er am 5. Juli 1982 Nachfolger von Efstathios Iotas als Minister für die Handelsmarine und behielt dieses Amt bis zum Ende der Amtszeit des ersten Kabinetts Papandreou am 6. Mai 1985. Im darauf folgenden zweiten Kabinett Papandreou wurde er am 6. Mai 1985 zunächst Erster Vizeminister für Handel und war danach vom 25. April bis zum 31. Oktober 1986 als Nachfolger von Nikolaos Akritidis kommissarischer Handelsminister.
Am 24. September 1990 wurde Katsifaras auf dem zweiten Kongress der PASOK wieder zum Mitglied des ZK gewählt und nach dem Sieg seiner Partei bei den Parlamentswahlen 1993 von Premierminister Papandreou am 13. Oktober 1993 wieder zum Minister für die Handelsmarine in dessen drittes Kabinett berufen, dem er bis zum 22. Januar 1996 angehörte. Am 17. April 1994 wurde er auch auf dem dritten Parteikongress als Mitglied des ZK der PASOK wiedergewählt und auch auf dem vierten Parteikongress im Juni 1996 sowie auf dem fünften Parteikongress im März 1999 in dieser Funktion bestätigt.